# Myrsine brevis
Myrsine brevis är en viveväxtart som först beskrevs av James Francis Macbride, och fick sitt nu gällande namn av J.J. Pipoly. Myrsine brevis ingår i släktet Myrsine och familjen viveväxter. Inga underarter finns listade i Catalogue of Life.